# Bouillante
Bouillante è un comune francese di 7.677 abitanti situato nella parte occidentale dell'isola di Basse-Terre e facente parte del dipartimento d'oltre mare di Guadalupa.